# Jean Béliveau

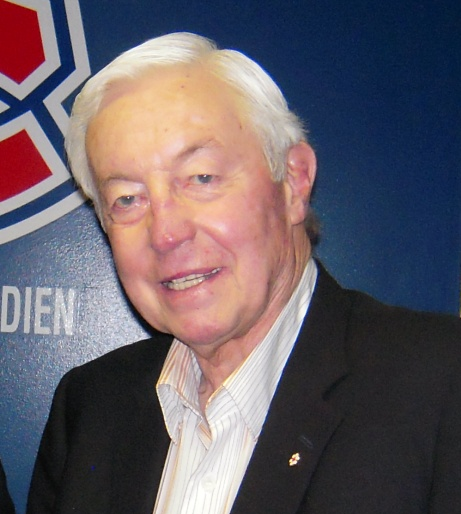
Jean Béliveau, 2009.

Jean Arthur Béliveau, OC, född 31 augusti 1931 i Trois-Rivières i Québec, död 2 december 2014 i Longueuil i Québec, var en kanadensisk professionell ishockeyspelare som spelade i Canadiens de Montréal mellan 1952 och 1971.
1998 samlade tidningen The Hockey News ihop en kommitté av 50 hockeyexperter bestående av före detta NHL-spelare, journalister, TV-bolag, tränare och styrelsemedlemmar för att göra en lista över de 100 bästa spelarna i NHL:s historia. Experterna röstade fram Béliveau på sjunde plats.
Béliveau är den person som har vunnit flest Stanley Cup-titlar genom tiderna med totalt 17 titlar. Tio av dessa vann han som spelare mellan åren 1956 och 1971 samt sju som ledare mellan 1973 och 1993. Endast lagkamraten i Montréal Henri Richard, med sina elva titlar, har vunnit fler Stanley Cup som spelare än Jean Béliveau.

## Statistik

### Klubbkarriär
| 1947–48      | Tigres de Victoriaville | LHJQ         | 42   | 46  | 21  | 67   | —    | —   | —  | —  | —   | —   |
| 1948–49      | Tigres de Victoriaville | LHJQ         | 42   | 48  | 27  | 75   | 54   | 4   | 4  | 2  | 6   | 2   |
| 1949–50      | Citadelles de Québec    | LHJQ         | 35   | 36  | 44  | 80   | 47   | 12  | 22 | 9  | 31  | 15  |
| 1950–51      | Citadelles de Québec    | LHJQ         | 46   | 61  | 63  | 124  | 120  | 22  | 23 | 31 | 54  | 76  |
| 1950–51      | As de Québec            | LHSQ         | 1    | 2   | 1   | 3    | 3    | —   | —  | —  | —   | —   |
| 1950–51      | Montreal Canadiens      | NHL          | 2    | 1   | 1   | 2    | 2    | —   | —  | —  | —   | —   |
| 1951–52      | As de Québec            | LHSQ         | 59   | 45  | 38  | 83   | 88   | 15  | 14 | 10 | 24  | 14  |
| 1952–53      | As de Québec            | LHSQ         | 57   | 50  | 39  | 89   | 59   | 19  | 14 | 15 | 29  | 25  |
| 1952–53      | Montreal Canadiens      | NHL          | 3    | 5   | 0   | 5    | 0    | —   | —  | —  | —   | —   |
| 1953–54      | Montreal Canadiens      | NHL          | 44   | 13  | 21  | 44   | 22   | 10  | 2  | 8  | 10  | 4   |
| 1954–55      | Montreal Canadiens      | NHL          | 70   | 37  | 36  | 73   | 58   | 12  | 6  | 7  | 13  | 18  |
| 1955–56      | Montreal Canadiens      | NHL          | 70   | 47  | 41  | 88   | 143  | 10  | 12 | 7  | 19  | 22  |
| 1956–57      | Montreal Canadiens      | NHL          | 69   | 33  | 51  | 84   | 105  | 10  | 6  | 6  | 12  | 15  |
| 1957–58      | Montreal Canadiens      | NHL          | 55   | 27  | 32  | 59   | 93   | 10  | 4  | 8  | 12  | 10  |
| 1958–59      | Montreal Canadiens      | NHL          | 64   | 45  | 46  | 91   | 67   | 3   | 1  | 4  | 5   | 4   |
| 1959–60      | Montreal Canadiens      | NHL          | 60   | 34  | 40  | 74   | 57   | 8   | 5  | 2  | 7   | 6   |
| 1960–61      | Montreal Canadiens      | NHL          | 69   | 32  | 58  | 90   | 57   | 6   | 0  | 5  | 5   | 0   |
| 1961–62      | Montreal Canadiens      | NHL          | 43   | 18  | 23  | 41   | 36   | 6   | 2  | 1  | 3   | 4   |
| 1962–63      | Montreal Canadiens      | NHL          | 69   | 18  | 49  | 67   | 68   | 5   | 2  | 1  | 3   | 2   |
| 1963–64      | Montreal Canadiens      | NHL          | 68   | 28  | 50  | 78   | 42   | 5   | 2  | 0  | 2   | 18  |
| 1964–65      | Montreal Canadiens      | NHL          | 58   | 20  | 23  | 43   | 76   | 13  | 8  | 8  | 16  | 34  |
| 1965–66      | Montreal Canadiens      | NHL          | 67   | 29  | 48  | 77   | 50   | 10  | 5  | 5  | 10  | 6   |
| 1966–67      | Montreal Canadiens      | NHL          | 53   | 12  | 26  | 38   | 22   | 10  | 6  | 5  | 11  | 26  |
| 1967–68      | Montreal Canadiens      | NHL          | 59   | 31  | 37  | 68   | 28   | 10  | 7  | 4  | 11  | 6   |
| 1968–69      | Montreal Canadiens      | NHL          | 69   | 33  | 49  | 82   | 55   | 14  | 5  | 10 | 15  | 8   |
| 1969–70      | Montreal Canadiens      | NHL          | 63   | 19  | 30  | 49   | 10   | —   | —  | —  | —   | —   |
| 1970–71      | Montreal Canadiens      | NHL          | 70   | 25  | 51  | 76   | 40   | 20  | 6  | 16 | 22  | 28  |
| QMJHL totalt | QMJHL totalt            | QMJHL totalt | 165  | 191 | 155 | 346  | 221  | 40  | 59 | 42 | 101 | 93  |
| QMHL totalt  | QMHL totalt             | QMHL totalt  | 117  | 97  | 78  | 175  | 147  | 34  | 28 | 25 | 53  | 39  |
| NHL totalt   | NHL totalt              | NHL totalt   | 1125 | 507 | 712 | 1219 | 1029 | 162 | 79 | 97 | 176 | 211 |

## Meriter
- 10 Stanley Cup som spelare - 1956, 1957, 1958, 1959, 1960, 1965, 1966, 1968, 1969 och 1971
- 7 Stanley Cup som assisterande tränare 1973, 1976, 1977, 1978, 1979, 1986 och 1993
- Art Ross Trophy 1956
- Hart Memorial Trophy 1956 och 1964
- Conn Smythe Trophy 1965
- Vann målligan 1956 och 1959, dock fanns inget pris för detta då det började delas ut 1999
- Spelade i NHL All-Star Game 14 gånger
- Den som varit lagkapten längst i Montreal Canadiens